# Principe di Soubise
Il titolo di Principe di Soubise è un titolo nobiliare francese che venne concesso da Luigi XIV di Francia a François de Rohan, marito di Anne Julie de Rohan, amante di Luigi XIV, discendente dell'omonima casata bretone, nel mese di marzo del 1667. 
Gli succedettero altri tre Principi prima che la linea maschile di Rohan-Soubise si estinguesse alla morte del secondo duca di Rohan-Rohan, Carlo di Rohan-Soubise (1715-1787).

## Principi di Soubise (1667-1787)
| Ritratto | Nome                                   | Padre                                  | Nascita         | Divenne principe                              | Cessò di essere principe | Morte               | Consorte                                                                                             |
| -------- | -------------------------------------- | -------------------------------------- | --------------- | --------------------------------------------- | ------------------------ | ------------------- | --- |
|          | François de Rohan, principe di Soubise | Hercule de Rohan (Rohan)               | 1630            | marzo 1667 Soubise viene elevata a principato | 24 agosto 1712           | 24 agosto 1712      | Anne de Rohan-Chabot                                                                                 |
|          | Hercule Mériadec de Rohan-Soubise      | François de Rohan, principe di Soubise | 8 maggio 1669   | 24 agosto 1712 de facto ascesa                | 26 gennaio 1749          | 26 gennaio 1749     | Anne Geneviève de Lévis; Marie Sophie de Courcillon                                                  |
|          | Jules de Rohan, principe di Soubise    | Hercule Mériadec, duca di Rohan-Rohan  | 16 gennaio 1697 | 24 agosto 1712 morte del nonno                | 6 maggio 1724            | 6 maggio 1724       | Anne Julie de Melun                                                                                  |
|          | Charles de Rohan, principe di Soubise  | Jules de Rohan, principe di Soubise    | 16 luglio 1715  | 6 maggio 1724                                 | 4 luglio 1787 morte      | 4 luglio 1787 morte | Anne Marie Louise de La Tour d'Auvergne; Anna Teresa di Savoia-Carignano; Vittoria d'Assia-Rotenburg |